# Amina Mahmoud Al-Jaidah
Am(i)na Mahmoud Al-Jaidah est une enseignante qatarienne née en 1913 et morte en 2000. Elle est la première femme enseignante au Qatar. Elle ouvre la première école pour filles au Qatar et devient la première femme à diriger une école en 1953. Elle est une figure clé du développement de l'éducation des filles au Qatar.

## Biographie

### Enfance et études
Mahmoud naît en 1913. Ses parents sont Nayela Bint Mohamed Darwish et Mahmoud Youssef Al-Jaydah, pêcheur et vendeur de perles. Ils sont des musulmans stricts et sa mère lui enseigne le Coran. Son père l'encourage à étudier car il pense que les garçons et les filles ont besoin d'une bonne éducation. À l'âge de sept ans, elle commence à mémoriser des chapitres du Coran dans une école dirigée par le Cheikh Hamid Bin Ahmed Bin Mohamed. C'est une femme nommée Mariam qui lui donne des cours. Elle apprend pendant quatre heures le matin, puis rentre chez elle pour déjeuner, prier et faire la sieste. Elle retourne au kuttab deux fois par jour et, en trois ans, elle apprend le Coran. C'est inhabituel pour une femme d'être un Hafiz.
Mahmoud commence à enseigner à l'âge de quatorze ans parce qu'elle a très bien appris le Coran. Elle enseigne à des femmes plus âgées qu'elle, dont sa sœur et sa tante. Les élèves doivent venir chez elle pour recevoir leur enseignement, car il était interdit aux filles de se rendre dans une autre maison sans être escortées.

### Voyage au Bahreïn et retour
Pendant quatre ans, à partir de l'âge de dix-huit ans, elle est l'épouse d'un ami de son père au Bahreïn. Elle a deux enfants avant son retour. Elle n'enseigne pas à Bahreïn, mais il est probable qu'elle ait vu que Bahreïn disposait d'écoles pour filles.
Elle persuade sa sœur, qui enseigne encore, qu'elle peut à nouveau aider au kuttab. En 1938, alors qu'elle a environ 25 ans, elle déménage l'école dans un bâtiment voisin. Son kuttab accueille les garçons et les filles en été et en hiver. Ils ont des séances d'étude deux fois par jour, cinq jours par semaine, avec une séance très matinale avant le lever du soleil le vendredi. Au début, les élèves sont répartis par sexe, les garçons d'un côté de la salle et les filles de l'autre, mais avec le temps, ils se retrouvent à des jours différents. Elle persuade les parents des filles que l'éducation a de la valeur et, même alors, certains veulent seulement que leurs filles lisent le Coran et ne voient aucun intérêt à ce qu'elles sachent écrire. Le Qatar est en retard sur le Koweït et le Bahreïn en ce qui concerne l'amélioration de l'éducation arabe. Son école devient connue comme l'école d'Amna Mahmoud et commence à enseigner non seulement le Coran, mais aussi la lecture et l'écriture. Le ministre de l'éducation tente de soulever la question de la création d'une école pour filles, mais le souverain du Coran ne l'autorise pas. On dit que le souverain change son avis après avoir entendu d'autres personnes parler du bon travail de l'école d'Amna Mahmoud. L'avis d'un religieux est pris et il décidé que les filles pouvaient être éduquées.

### Carrière
En 1953, l'école d'Amna Mahmoud est placée sous la direction du ministère qatari de l'éducation : c'est la première école pour filles et Amna Mahmoud est la première femme enseignante rémunérée par l'État,. Elle doit encore voyager lentement, sa maison est transformée en école et ses élèves masculins sont transférés à l'école des garçons. Certains parents retirent leurs filles, mais beaucoup d'autres rejoignent l'école et un autre bâtiment est construit. Deux autres enseignantes sont embauchées pour ce qui est baptisé l'école Banat El Doha (école des filles de Doha) et Mahmoud est la première femme directrice du pays. Mahmoud doit étudier en privé pour pouvoir suivre les ambitions des élèves, car l'école offre un accès à une meilleure éducation que celle dont elle avait bénéficié.
D'autres écoles pour filles sont créées et Mahmoud est d'abord directrice de quelques-unes d'entre elles. Nombre de ses élèves devienennt enseignantes et, dans les années 1970, son école se dote d'une bibliothèque. Elle prend sa retraite en 1976.

### Mort
Elle meurt en 2000.

## Postérité
Le bâtiment où elle a fonde son école est fermé en 2005 et devient un centre d'art. En 2019, il réouvre en tant que studio de design, préservant l'architecture de l'époque où il était une école. Le Qatar Museums Authority conserve une petite collection d'objets provenant de son école.
L'école primaire pour filles Amina Mahmoud Al Jaida à Doha porte son nom.
En 2018, l'artiste Iman al Saad, fille d'Amna Mahmoud Al-Jaidah organise une exposition intitulée Words of Gold en utilisant des œuvres tirées du Coran. Iman al Saad consacre tous les bénéfices de l'exposition à des œuvres caritatives, inspirée par sa mère.